# BiCMOS
BiCMOS ou BiMOS (contração de Bipolar-CMOS) é uma técnica de circuito integrado aliando as vantagens do CMOS e do bipolar, o que significa uma forte densidade de integração e uma grande velocidade de tratamento.
Esta técnica é utilizada em analógico para criar amplificadores.